# The Sky Pilot
The Sky Pilot és una pel·lícula muda dramàtica estatunidenca del 1921 basada en la novel·la homònima de Ralph Connor. Està dirigida per King Vidor i protagonitzada per Colleen Moore. El febrer de 2020, la pel·lícula es va mostrar en una versió recentment restaurada al 70è Festival Internacional de Cinema de Berlín, com a part d'una retrospectiva dedicada a la carrera de King Vidor.

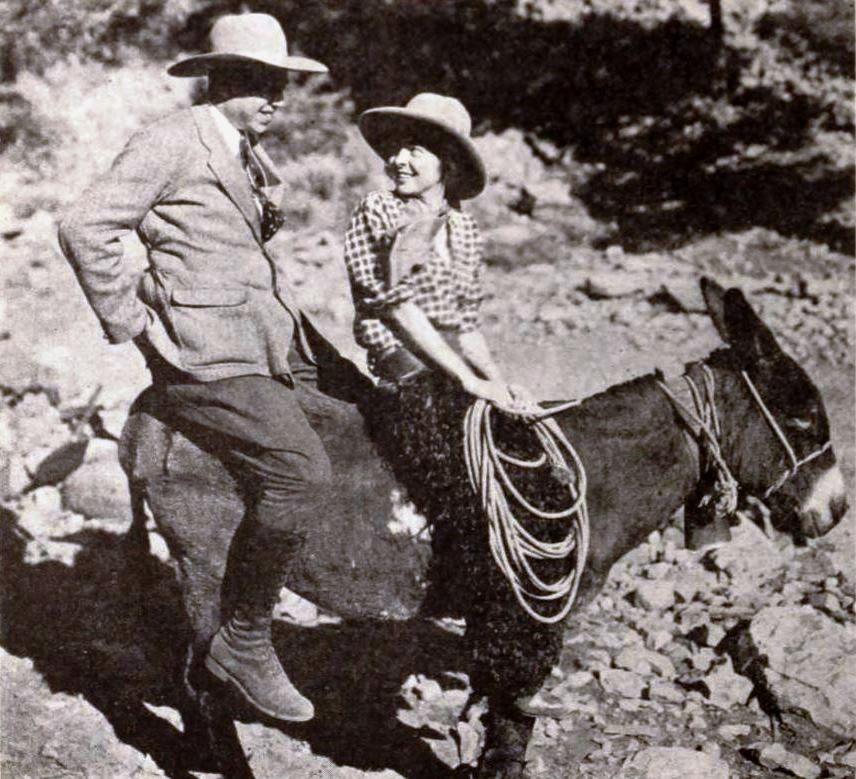
Escena de la pel·lícula

## Trama
El Sky Pilot (Bowers) arriba a un petit poble de bestiar al Canadà amb la intenció de portar la religió als seus durs residents. Al principi el rebutgen, però amb el temps es guanya els residents amb la seva destresa. Es descobreix i s'interromp un complot per robar bestiar. Gwen, filla del "Old Timer", és ferida en una estampida, perd la capacitat de caminar, però es recupera gràcies al poder de l'amor.

## Repartiment
- John Bowers com a The Sky Pilot
- Colleen Moore com a Gwen
- David Butler com a Bill Hendricks
- Harry Todd com The Old Timer
- James Corrigan com l'honorable Ashley
- Donald MacDonald com el duc
- Kathleen Kirkham com Lady Charlotte

## Producció
The Sky Pilot es va rodar en part al nou estudi de Vidor, Vidor Village i va suposar una ruptura amb el llargmetratge The Family Honor (1920), una comèdia romàntica que acabava de completar pels exhibidors de First National. Rodada en gran part a la High Sierra prop de Truckee, Califòrnia, aquest western de gran pressupost va estar afectat pel mal temps. Els costosos esforços per crear paisatges a la ubicació van produir excés de pressupost que van disminuir la rendibilitat de la pel·lícula. First National va llançar la pel·lícula, però es va negar a finançar cap projecte cinematogràfic addicional de Vidor.
Aquests contratemps financers van marcar la desaparició de King Vidor Productions. Els tribunals van ordenar el desmantellament de Vidor Village, i encara que Vidor recuperaria breument el control de les operacions de l'estudi, no es van recuperar. Va vendre la propietat el gener de 1923.
Vidor i la seva protagonista, Colleen Moore, es van enamorar durant el rodatge de The Sky Pilot. Vidor i Moore seguirien la seva història d'amor fins al 1924. Casat aleshores amb la seva estimada de la infància i actriu de cinema Florence Vidor, Vidor i la seva cònjuge es van divorciar el 1926.

## Tema
La pel·lícula serveix per mostrar la fe de Vidor en el poder del pensament positiu, lliure de puritanisme o moralització cristiana, que celebra les virtuts de l'autosuficiència i la vitalitat inherent a les comunitats rurals.
El tema precís de la pel·lícula segueix sent ambigu. Segons les fonts, Vidor intenta entretenir el públic amb una farsa lleugera i impressionar-los amb un paisatge natural espectacular, aquest últim "el més proper al cor de Vidor". El valor redemptor de la fe "individualista" proporciona un subtext per a la pel·lícula, ja que John Bowers, com el pilot del cel viril, converteix amb habilitat els rudes locals en gairebé virtuosos cristians. Quan el vaquer Bill Hendricks (David Butler) és vençut pel pilot celeste en una baralla a cops, confessa: "Quan la religió d'un home li permeti fer el que fas i viure, hi haurà alguna cosa."

## Estrena en DVD
The Sky Pilot també fou estrenat en DVD-R regió 0 per Alpha Video el 28 de gener de 2014.